# Großer Preis der Niederlande 1984
Der Große Preis der Niederlande 1984 (offiziell XXXI Grote Prijs van Nederland) fand am 26. August auf dem Circuit Park Zandvoort in Zandvoort statt und war das 13. Rennen der Formel-1-Weltmeisterschaft 1984.

## Berichte

### Hintergrund
Der Große Preis der Niederlande fand eine Woche nach dem Rennen in Österreich statt. Im Gegensatz zu diesem verzichtete ATS diesmal darauf, einen zweiten Wagen einzusetzen.

### Training
Alain Prost, der seine Führung in der WM-Wertung am Wochenende zuvor an seinen McLaren-Teamkollegen Niki Lauda verloren hatte, sicherte sich die Pole-Position vor dem noch amtierenden Weltmeister Nelson Piquet auf Brabham. Dahinter folgte Lotus-Pilot Elio de Angelis vor den beiden Renault von Derek Warwick und Patrick Tambay sowie Lauda auf Startplatz sechs. Die beiden Williams-Teamkollegen Keke Rosberg und Jacques Laffite bildeten die vierte Startreihe.
Da ausnahmsweise 27 anstatt der sonst meist 26 Teilnehmer zugelassen wurden, konnten sich sämtliche Piloten, die das Training absolvierten, für das Rennen qualifizieren.

### Rennen
Piquet gelang es, Prost kurz nach dem Start zu überholen und somit die Führung vor diesem sowie Tambay, de Angelis und Rosberg zu übernehmen. Bis zur fünften Runde kämpfte sich Rosberg auf den dritten Rang nach vorn. Lauda, der durch einen mäßigen Start zunächst auf Rang neun zurückgefallen war, machte ebenfalls schnell Plätze gut und nahm im neunten Umlauf den vierten Rang ein.
Als der Führende Piquet in der elften Runde aufgrund eines Motorschadens ausschied, lag Lauda kurzzeitig auf dem dritten Rang hinter dem fortan führenden Prost und Rosberg. Bereits eine Runde später überholte er allerdings Rosberg und stellte somit eine McLaren-Doppelführung her, die bis ins Ziel Bestand hatte.
Während der Runden 52 und 53 gelang es Nigel Mansell, an seinem Teamkollegen de Angelis sowie an Rosberg vorbeizuziehen und den dritten Rang einzunehmen. Da Rosberg drei Runden vor Schluss der Kraftstoff ausging, wurde de Angelis am Ende Vierter vor Teo Fabi und Tambay.
Obwohl noch drei WM-Läufe zu absolvieren waren, stand McLaren aufgrund des erneuten Doppelsieges als Gewinner des Weltmeistertitels der Konstrukteure fest. Es handelte sich um den zweiten WM-Titel der Teamgeschichte nach dem ersten Erfolg im Jahr 1974.

## Meldeliste
| Team                            | Nr. | Fahrer             | Chassis         | Motor                       | Reifen |
| ------------------------------- | --- | ------------------ | --------------- | --------------------------- | ------ |
| MRD International               | 01  | Nelson Piquet      | Brabham BT53    | BMW M12/13 1.5 L4t          | M      |
| MRD International               | 02  | Teo Fabi           | Brabham BT53    | BMW M12/13 1.5 L4t          | M      |
| Tyrrell Racing Organisation     | 03  | Stefan Johansson   | Tyrrell 012     | Ford Cosworth DFY 3.0 V8    | G      |
| Tyrrell Racing Organisation     | 04  | Stefan Bellof      | Tyrrell 012     | Ford Cosworth DFY 3.0 V8    | G      |
| Williams Grand Prix Engineering | 05  | Jacques Laffite    | Williams FW09B  | Honda RA163-E 1.5 V6t       | G      |
| Williams Grand Prix Engineering | 06  | Keke Rosberg       | Williams FW09B  | Honda RA163-E 1.5 V6t       | G      |
| Marlboro McLaren International  | 07  | Alain Prost        | McLaren MP4/2   | TAG/Porsche TTE PO1 1.5 V6t | M      |
| Marlboro McLaren International  | 08  | Niki Lauda         | McLaren MP4/2   | TAG/Porsche TTE PO1 1.5 V6t | M      |
| Skoal Bandit Formula 1 Team     | 09  | Philippe Alliot    | RAM 02          | Hart 415T 1.5 L4t           | P      |
| Skoal Bandit Formula 1 Team     | 10  | Jonathan Palmer    | RAM 02          | Hart 415T 1.5 L4t           | P      |
| John Player Team Lotus          | 11  | Elio de Angelis    | Lotus 95T       | Renault EF4 1.5 V6t         | G      |
| John Player Team Lotus          | 12  | Nigel Mansell      | Lotus 95T       | Renault EF4 1.5 V6t         | G      |
| Team ATS                        | 14  | Manfred Winkelhock | ATS D7          | BMW M12/13 1.5 L4t          | P      |
| Équipe Renault Elf              | 15  | Patrick Tambay     | Renault RE50    | Renault EF4 1.5 V6t         | M      |
| Équipe Renault Elf              | 16  | Derek Warwick      | Renault RE50    | Renault EF4 1.5 V6t         | M      |
| Barclay Nordica Arrows BMW      | 17  | Marc Surer         | Arrows A7       | BMW M12/13 1.5 L4t          | G      |
| Barclay Nordica Arrows BMW      | 18  | Thierry Boutsen    | Arrows A7       | BMW M12/13 1.5 L4t          | G      |
| Toleman Group Motorsport        | 19  | Ayrton Senna       | Toleman TG184   | Hart 415T 1.5 L4t           | M      |
| Spirit Racing                   | 21  | Huub Rothengatter  | Spirit 101B     | Hart 415T 1.5 L4t           | P      |
| Benetton Team Alfa Romeo        | 22  | Riccardo Patrese   | Alfa Romeo 184T | Alfa Romeo 890T 1.5 V8t     | G      |
| Benetton Team Alfa Romeo        | 23  | Eddie Cheever      | Alfa Romeo 184T | Alfa Romeo 890T 1.5 V8t     | G      |
| Osella Squadra Corse            | 24  | Piercarlo Ghinzani | Osella FA1F     | Alfa Romeo 890T 1.5 V8t     | P      |
| Osella Squadra Corse            | 30  | Jo Gartner         | Osella FA1F     | Alfa Romeo 890T 1.5 V8t     | P      |
| Ligier Loto                     | 25  | François Hesnault  | Ligier JS23     | Renault EF4 1.5 V6t         | M      |
| Ligier Loto                     | 26  | Andrea de Cesaris  | Ligier JS23     | Renault EF4 1.5 V6t         | M      |
| Scuderia Ferrari SpA SEFAC      | 27  | Michele Alboreto   | Ferrari 126C4   | Ferrari 031 1.5 V6t         | G      |
| Scuderia Ferrari SpA SEFAC      | 28  | René Arnoux        | Ferrari 126C4   | Ferrari 031 1.5 V6t         | G      |

## Klassifikationen

### Qualifying
| Pos. | Fahrer             | Konstrukteur        | Qualifikationstraining 1 | Qualifikationstraining 1 | Qualifikationstraining 2 | Qualifikationstraining 2 | Start |
| Pos. | Fahrer             | Konstrukteur        | Zeit                     | Ø-Geschwindigkeit        | Zeit                     | Ø-Geschwindigkeit        | Start |
| ---- | ------------------ | ------------------- | ------------------------ | ------------------------ | ------------------------ | ------------------------ | ----- |
| 01   | Alain Prost        | McLaren-TAG-Porsche | 1:14,946                 | 204,243 km/h             | 1:13,567                 | 208,072 km/h             | 01    |
| 02   | Nelson Piquet      | Brabham-BMW         | 1:13,872                 | 207,212 km/h             | 1:13,953                 | 206,986 km/h             | 02    |
| 03   | Elio de Angelis    | Lotus-Renault       | 1:14,027                 | 206,779 km/h             | 1:13,883                 | 207,182 km/h             | 03    |
| 04   | Derek Warwick      | Renault             | 1:15,184                 | 203,597 km/h             | 1:14,405                 | 205,728 km/h             | 04    |
| 05   | Patrick Tambay     | Renault             | 1:17,013                 | 198,761 km/h             | 1:14,566                 | 205,284 km/h             | 05    |
| 06   | Niki Lauda         | McLaren-TAG-Porsche | 1:15,556                 | 202,594 km/h             | 1:14,866                 | 204,461 km/h             | 06    |
| 07   | Keke Rosberg       | Williams-Honda      | 1:15,137                 | 203,724 km/h             | 1:15,117                 | 203,778 km/h             | 07    |
| 08   | Jacques Laffite    | Williams-Honda      | 1:16,659                 | 199,679 km/h             | 1:15,231                 | 203,469 km/h             | 08    |
| 09   | Michele Alboreto   | Ferrari             | 1:16,248                 | 200,755 km/h             | 1:15,264                 | 203,380 km/h             | 09    |
| 10   | Teo Fabi           | Brabham-BMW         | 1:16,607                 | 199,815 km/h             | 1:15,338                 | 203,180 km/h             | 10    |
| 11   | Thierry Boutsen    | Arrows-BMW          | 1:16,595                 | 199,846 km/h             | 1:15,735                 | 202,115 km/h             | 11    |
| 12   | Nigel Mansell      | Lotus-Renault       | 1:16,533                 | 200,008 km/h             | 1:15,811                 | 201,913 km/h             | 12    |
| 13   | Ayrton Senna       | Toleman-Hart        | 1:16,951                 | 198,921 km/h             | 1:15,960                 | 201,517 km/h             | 13    |
| 14   | Andrea de Cesaris  | Ligier-Renault      | 1:17,897                 | 196,506 km/h             | 1:16,070                 | 201,225 km/h             | 14    |
| 15   | René Arnoux        | Ferrari             | 1:16,121                 | 201,090 km/h             | 1:16,200                 | 200,882 km/h             | 15    |
| 16   | Manfred Winkelhock | ATS-BMW             | 1:17,760                 | 196,852 km/h             | 1:16,450                 | 200,225 km/h             | 16    |
| 17   | Eddie Cheever      | Alfa Romeo          | 1:16,991                 | 198,818 km/h             | 1:17,855                 | 196,612 km/h             | 17    |
| 18   | Riccardo Patrese   | Alfa Romeo          | 1:17,124                 | 198,475 km/h             | 1:17,402                 | 197,762 km/h             | 18    |
| 19   | Marc Surer         | Arrows-BMW          | 1:17,534                 | 197,426 km/h             | 1:17,368                 | 197,849 km/h             | 19    |
| 20   | François Hesnault  | Ligier-Renault      | 1:18,469                 | 195,073 km/h             | 1:17,905                 | 196,485 km/h             | 20    |
| 21   | Piercarlo Ghinzani | Osella-Alfa Romeo   | 1:22,472                 | 185,605 km/h             | 1:19,454                 | 192,655 km/h             | 21    |
| 22   | Jonathan Palmer    | RAM-Hart            | 1:19,849                 | 191,702 km/h             | 1:19,598                 | 192,306 km/h             | 22    |
| 23   | Jo Gartner         | Osella-Alfa Romeo   | 1:21,655                 | 187,462 km/h             | 1:20,017                 | 191,299 km/h             | 23    |
| 24   | Stefan Bellof      | Tyrrell-Ford        | 1:20,861                 | 189,303 km/h             | 1:20,092                 | 191,120 km/h             | 24    |
| 25   | Stefan Johansson   | Tyrrell-Ford        | 1:20,959                 | 189,073 km/h             | 1:20,236                 | 190,777 km/h             | 25    |
| 26   | Philippe Alliot    | RAM-Hart            | 1:21,387                 | 188,079 km/h             | 1:20,270                 | 190,696 km/h             | 26    |
| 27   | Huub Rothengatter  | Spirit-Hart         | 1:24,771                 | 180,571 km/h             | 1:21,063                 | 188,831 km/h             | 27    |

### Rennen
| Pos. | Fahrer             | Konstrukteur        | Runden | Stopps | Zeit        | Start | Schnellste Runde |
| ---- | ------------------ | ------------------- | ------ | ------ | ----------- | ----- | ---------------- |
| 01   | Alain Prost        | McLaren-TAG-Porsche | 71     | 0      | 1:37:21,468 | 01    | 1:20,063         |
| 02   | Niki Lauda         | McLaren-TAG-Porsche | 71     | 0      | + 10,283    | 06    | 1:20,470         |
| 03   | Nigel Mansell      | Lotus-Renault       | 71     | 0      | + 1:19,544  | 12    | 1:21,463         |
| 04   | Elio de Angelis    | Lotus-Renault       | 70     | 0      | + 1 Runde   | 03    | 1:21,455         |
| 05   | Teo Fabi           | Brabham-BMW         | 70     | 1      | + 1 Runde   | 10    | 1:20,861         |
| 06   | Patrick Tambay     | Renault             | 70     | 1      | + 1 Runde   | 05    | 1:20,585         |
| 07   | François Hesnault  | Ligier-Renault      | 69     | 0      | + 2 Runden  | 20    | 1:23,153         |
| 08   | Keke Rosberg       | Williams-Honda      | 68     | 0      | DNF         | 07    | 1:21,593         |
| 09   | Jonathan Palmer    | RAM-Hart            | 67     | 0      | + 4 Runden  | 22    | 1:22,835         |
| 10   | Philippe Alliot    | RAM-Hart            | 67     | 0      | + 4 Runden  | 26    | 1:24,517         |
| 11   | René Arnoux        | Ferrari             | 66     | 1      | DNF         | 15    | 1:19,465 (64.)   |
| 12   | Jo Gartner         | Osella-Alfa Romeo   | 66     | 0      | + 5 Runden  | 23    | 1:23,615         |
| 13   | Eddie Cheever      | Alfa Romeo          | 65     | 1      | DNF         | 17    | 1:21,203         |
| –    | Thierry Boutsen    | Arrows-BMW          | 59     | 1      | DNF         | 11    | 1:21,516         |
| –    | Huub Rothengatter  | Spirit-Hart         | 53     | 0      | DNF         | 27    | 1:24,562         |
| –    | Riccardo Patrese   | Alfa Romeo          | 51     | 0      | DNF         | 18    | 1:22,486         |
| –    | Andrea de Cesaris  | Ligier-Renault      | 31     | 0      | DNF         | 14    | 1:22,668         |
| –    | Jacques Laffite    | Williams-Honda      | 23     | 0      | DNF         | 08    | 1:21,898         |
| –    | Derek Warwick      | Renault             | 23     | 0      | DNF         | 04    | 1:22,203         |
| –    | Manfred Winkelhock | ATS-BMW             | 22     | 0      | DNF         | 16    | 1:23,934         |
| –    | Ayrton Senna       | Toleman-Hart        | 19     | 0      | DNF         | 13    | 1:21,683         |
| –    | Marc Surer         | Arrows-BMW          | 17     | 0      | DNF         | 19    | 1:23,141         |
| –    | Nelson Piquet      | Brabham-BMW         | 10     | 0      | DNF         | 02    | 1:20,942         |
| –    | Piercarlo Ghinzani | Osella-Alfa Romeo   | 8      | 0      | DNF         | 21    | 1:25,656         |
| –    | Michele Alboreto   | Ferrari             | 7      | 0      | DNF         | 09    | 1:21,442         |
| DSQ  | Stefan Johansson   | Tyrrell-Ford        | 69     | 0      | + 2 Runden  | 25    | 1:24,071         |
| DSQ  | Stefan Bellof      | Tyrrell-Ford        | 69     | 0      | + 2 Runden  | 24    | 1:23,740         |

Anmerkungen
1. 1 2  Aufgrund von Verstößen gegen das Reglement wurden das Team Tyrrell sowie die Fahrer Brundle und Bellof im September 1984 rückwirkend für die gesamte Saison 1984 disqualifiziert. Zudem wurde dem Team die Teilnahme an den letzten drei Rennen des Jahres untersagt.

## WM-Stände nach dem Rennen
Die ersten sechs des Rennens bekamen 9, 6, 4, 3, 2 bzw. 1 Punkt(e). In der Fahrerwertung wurden die besten elf Resultate, in der Konstrukteurswertung alle Resultate gewertet.

### Fahrerwertung
| Pos. | Fahrer            | Konstrukteur        | Punkte |
| ---- | ----------------- | ------------------- | ------ |
| 01   | Niki Lauda        | McLaren-TAG-Porsche | 54     |
| 02   | Alain Prost       | McLaren-TAG-Porsche | 53,5   |
| 03   | Elio de Angelis   | Lotus-Renault       | 32     |
| 04   | René Arnoux       | Ferrari             | 25     |
| 05   | Nelson Piquet     | Brabham-BMW         | 24     |
| 06   | Derek Warwick     | Renault             | 23     |
| 07   | Keke Rosberg      | Williams-Honda      | 20,5   |
| 08   | Michele Alboreto  | Ferrari             | 15,5   |
| 09   | Nigel Mansell     | Lotus-Renault       | 13     |
| 10   | Patrick Tambay    | Renault             | 11     |
| 11   | Teo Fabi          | Brabham-BMW         | 9      |
| 12   | Ayrton Senna      | Toleman-Hart        | 9      |
| 13   | Jacques Laffite   | Williams-Honda      | 5      |
| 14   | Thierry Boutsen   | Arrows-Ford/-BMW    | 5      |
| 15   | Riccardo Patrese  | Alfa Romeo          | 3      |
| 16   | Eddie Cheever     | Alfa Romeo          | 3      |
| 17   | Andrea de Cesaris | Ligier-Renault      | 3      |

| Pos. | Fahrer             | Konstrukteur      | Punkte |
| ---- | ------------------ | ----------------- | ------ |
| 18   | Piercarlo Ghinzani | Osella-Alfa Romeo | 2      |
| 19   | Marc Surer         | Arrows-Ford/-BMW  | 1      |
| 20   | Corrado Fabi       | Brabham-BMW       | 0      |
| 21   | François Hesnault  | Ligier-Renault    | 0      |
| 22   | Mauro Baldi        | Spirit Hart       | 0      |
| 23   | Manfred Winkelhock | ATS-BMW           | 0      |
| 24   | Jonathan Palmer    | RAM-Hart          | 0      |
| 25   | Huub Rothengatter  | Spirit Hart       | 0      |
| 26   | Johnny Cecotto     | Toleman-Hart      | 0      |
| 27   | Philippe Alliot    | RAM-Hart          | 0      |
| 28   | Jo Gartner         | Osella-Alfa Romeo | 0      |
| 29   | Gerhard Berger     | ATS-BMW           | 0      |
| –    | Mike Thackwell     | RAM-Hart          | 0      |
| DSQ  | Martin Brundle     | Tyrrell-Ford      | 8      |
| DSQ  | Stefan Bellof      | Tyrrell-Ford      | 5      |
| DSQ  | Stefan Johansson   | Tyrrell-Ford      | 0      |

### Konstrukteurswertung
| Pos. | Konstrukteur        | Punkte |
| ---- | ------------------- | ------ |
| 01   | McLaren-TAG-Porsche | 107,5  |
| 03   | Lotus-Renault       | 45     |
| 02   | Ferrari             | 40,5   |
| 04   | Renault             | 34     |
| 06   | Brabham-BMW         | 33     |
| 05   | Williams-Honda      | 25,5   |
| 07   | Toleman-Hart        | 9      |
| 08   | Alfa Romeo          | 6      |

| Pos. | Konstrukteur      | Punkte |
| ---- | ----------------- | ------ |
| 09   | Arrows-Ford/-BMW  | 6      |
| 10   | Ligier-Renault    | 3      |
| 11   | Osella-Alfa Romeo | 2      |
| 12   | Spirit-Hart       | 0      |
| 13   | ATS-BMW           | 0      |
| 14   | RAM-Hart          | 0      |
| DSQ  | Tyrrell-Ford      | 13     |

Anmerkungen
1. ↑  Tyrrell wurde im September 1984 wegen Reglementverstoßes aus der Weltmeisterschaft ausgeschlossen; Auslöser waren verbotene Wassertanks, die nach jedem Grand Prix befüllt wurden und auf diese Weise für ein Untergewicht während der Rennen sorgten.